# Vegetación clímax
La vegetación clímax es la vegetación que se ha establecido por sí misma en un determinado sitio, en determinadas condiciones climáticas, en ausencia de acciones antrópicas por un largo tiempo, es decir, es el estado de equilibrio o cuasiequilibrio asintótico de un ecosistema local.
La selva siempreverde tropical es un ejemplo de vegetación clímax, como también las selvas templadas, tundras, sabanas, pastizales, etc. Esas categorías mayores de tipos de vegetación se gobiernan por la latitud de la región de pertenencia. Dentro de esas regiones existen variantes, dependientes de la altitud, localidad geográfica, ambiente, prevalencia local de microclimas y tipos de roca y suelo. Así, en regiones templadas, los bosques tienden a poblar suelos calcáreos, y los roblares tienden a preferir áreas arcillosas y montañosas, estuarios o líneas costeras, y con sus propias variaciones.
Un ecosistema que ha alcanzado su clímax es más resiliente a perturbaciones (climáticas, antrópicas) que una plantación artificial.